# Конференция ООН по изменению климата (2021)
Конференция ООН по изменению климата 2021 года (также известная как КС-26) — 26-я Конференция ООН по вопросам изменения климата. Являлась 26-й конференцией участников Рамочной конвенции ООН по изменению климата и третьей встречей сторон Парижского соглашения. Проходила в Глазго с 31 октября по 12 ноября 2021 года.
Конференция была запланирована на ноябрь 2020 года, но была отложена из-за пандемии COVID-19.

## Участники

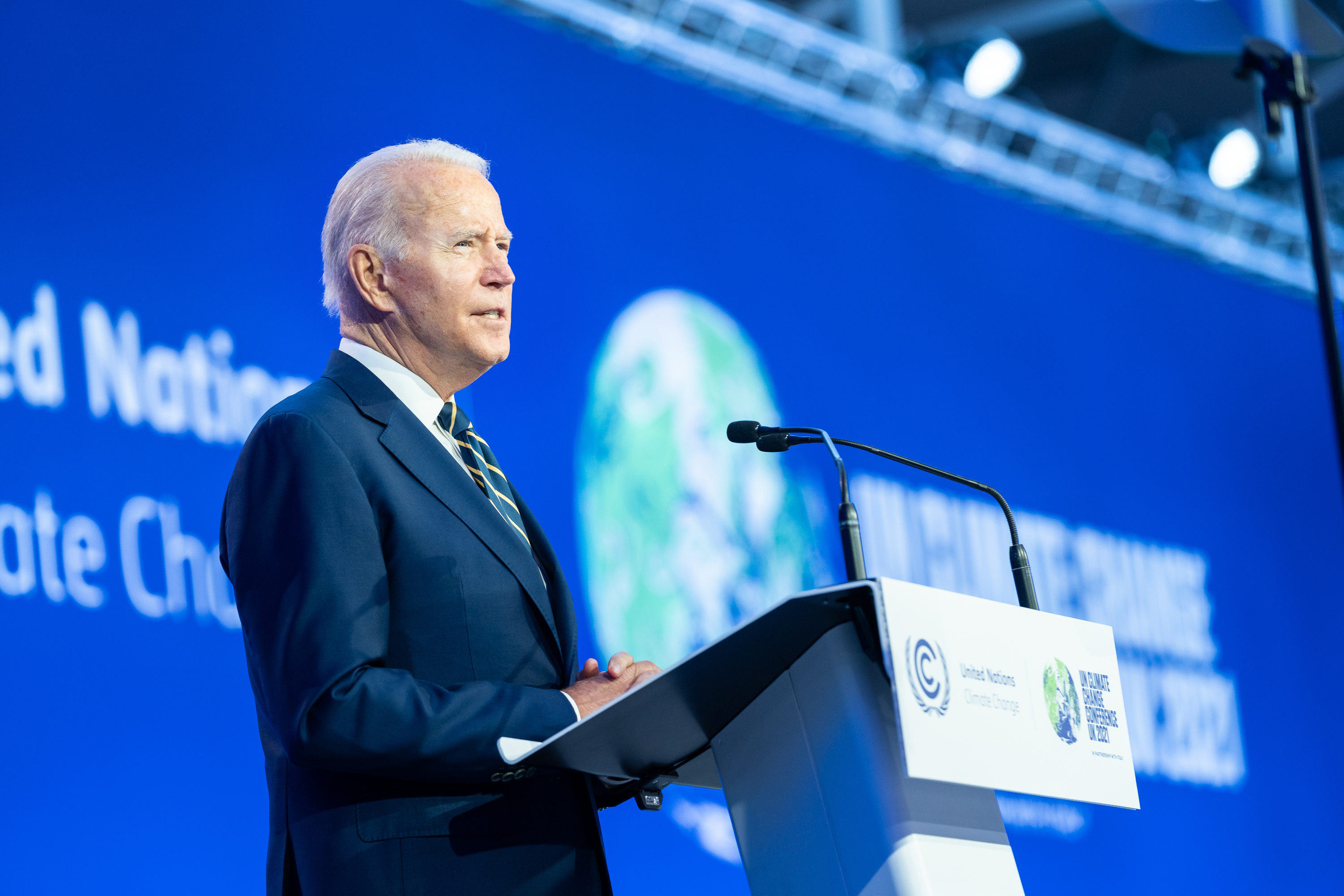
Президент США Джо Байден выступает на церемонии открытия Конференции

В саммите приняли участие 25 тысяч делегатов из 200 стран и около 120 глав государств. Среди участников были президент Шри-Ланки Готабая Раджапакса, премьер-министр Израиля Нафтали Бенет, президент США Джо Байден, президент Украины Владимир Зеленский, премьер-министр Греции Кириакос Мицотакис, премьер-министр Нидерландов Марк Рютте, премьер-министр Индии Нарендра Моди, премьер-министр Канады Джастин Трюдо, премьер-министр Японии Фумио Кисида и президент Индонезии Джоко Видодо.

### Китай и Россия
Китай и Россия прислали свои делегации на конференцию, но ни Си Цзиньпин, ни Владимир Путин не приехали. Президент США Джо Байден (на илл.) подверг критике лидеров России и Китая за то, что они не появились на конференции. По словам Байдена, роль мирового лидера, которую пытается играть Китай, плохо совместима с тем, что лидер страны не появился на столь важном саммите. Байден добавил, что то же самое касается и Владимира Путина:
Вы знаете, его тундра горит. В буквальном смысле — тундра горит. У него серьёзные, серьёзные климатические проблемы, и он молчит о готовности сделать что-нибудь.
Британские организаторы конференции, недовольные позицией Китая и России, выключили в зале заседаний Skype и Zoom, чтобы лишить лидеров Китая и России возможности видеообращений.

## Решения

### Уголь
Использование угля в энергетике является основной причиной изменения климата. По результатам конференции более 40 стран приняли на себя обязательства отказаться от использования угля в 2030-х годах для крупных экономик и в 2040-х годах для более бедных стран. Так, Вьетнам, Польша и Чили, широко использующие уголь в энергетике, приняли обязательство отказаться от ископаемого топлива. Однако главные страны, экономика которых зависит от использования угля, включая Австралию, Индию, Китай и США, отказались от принятия подобных обязательств.
К решению по углю присоединились десятки организаций. В том числе, несколько крупных банков объявили о прекращении финансирования угольной промышленности.
Принято решение о выделении 8,5 млрд долларов Южной Африке для мер по снижению зависимости от угля. Средства будут выделены развитыми странами.
По настоянию Индии и Китая, — крупнейших потребителей угля, — в окончательном документе Конференции слова «постепенная отмена» (phase out) были заменены на «постепенное снижение» (phase down). Премьер-министр Индии Нарендра Моди пообещал довести выбросы углекислого газа до нуля к 2070 году, то есть на двадцать лет позднее, чем большинство остальных стран.

### Вырубка лесов
Лидеры более 100 стран, в которых сосредоточено около 85 % мировых лесов, согласились положить конец вырубке лесов к 2030 году; в отличие от соглашения 2014 года, на этот раз к нему присоединились Бразилия и Индонезия.

### Метан
США и многие другие страны согласились ограничить выбросы метана. Более 80 стран подписали глобальное соглашение по метану, договорившись сократить выбросы на 30 % к концу десятилетия. Лидеры США и Европы заявили, что борьба с сильным парниковым эффектом имеет решающее значение для поддержания потепления на уровне 1,5 °C. Австралия, Китай, Россия, Индия и Иран не подписали соглашение.

## Эффективность
По данным исследовательской группы Climate Action Tracker (CAT) решения, принятые на конференции, недостаточно эффективны. По расчётам группы, при существующих тенденциях рост средней температуры на планете превысит намеченный предел в 1,5 °C и достигнет 2,4 °C.

### Комментарии
1. ↑  Китай — крупнейший в мире загрязнитель атмосферы углекислым газом, Россия — пятая после Китая, США, ЕС и Индии[10].
2. ↑  По данным 2019 года, 37 % мировой электроэнергии производится за счет сжигания угля[12].
3. ↑  В настоящее время энергетика Южной Африки основана на сжигании угля, что приводит к массированным выбросам углекислого газа. Кроме того, по данным Центра по исследованию энергетики и чистоты воздуха, Южная Африка занимает первое место в мире по выбросам двуокиси серы[14].
4. ↑   Россия  является крупнейшим в мире источником выбросов метана при добыче нефти и газа[20].

### Сноски
1. ↑  https://unfccc.int/event/cop-26
2. ↑  https://unfccc.int/documents/311110
3. ↑  UK to host 2020 UN climate summit, COP26. The Energy and Climate Intelligence Unit. Дата обращения: 16 декабря 2019. Архивировано 16 декабря 2019 года.
4. ↑  New dates agreed for COP26 United Nations Climate Change Conference (Press release). UK Department for Business, Energy and Industrial Strategy; Alok Sharma. 28 мая 2020. Архивировано 31 мая 2021. Дата обращения: 21 августа 2021.
5. ↑  Dennis, Brady (1 апреля 2020). Amid pandemic, U.N. cancels global climate conference. The Washington Post. Архивировано 2 апреля 2020. Дата обращения: 1 апреля 2020.
6. ↑  COP26: What is the Glasgow climate conference and why is it important?. BBC News. 25 октября 2021. Архивировано 30 октября 2021. Дата обращения: 3 ноября 2021.
7. ↑  COP26: Boris Johnson addresses world leaders at Glasgow summit. BBC News. 1 ноября 2021. Архивировано 1 ноября 2021. Дата обращения: 3 ноября 2021.
8. ↑  NEWS, KYODO. Japan PM Kishida pledges $10 bil. to aid Asia's zero emission path. Kyodo News+. Дата обращения: 3 ноября 2021. Архивировано 2 ноября 2021 года.
9. ↑  Victor, Daniel (1 ноября 2021). David Attenborough urges summit participants to help 'rewrite our story.'. The New York Times. Архивировано 1 ноября 2021. Дата обращения: 3 ноября 2021.
10. 1 2 3 4  Ошибка Цзиньпина и Путина Архивная копия от 3 ноября 2021 на Wayback Machine, BBC, 3.11.2021
11. ↑  Чем закончился климатический саммит в Глазго Архивная копия от 3 ноября 2021 на Wayback Machine, BBC, 3.11.2011
12. 1 2 3 4  COP26: More than 40 countries pledge to quit coal. Дата обращения: 5 ноября 2021. Архивировано 4 ноября 2021 года.
13. ↑  COP26: 190 nations and organisations pledge to quit coal. BBC News. 4 ноября 2021. Архивировано 4 ноября 2021. Дата обращения: 4 ноября 2021.
14. 1 2  COP26: South Africa hails deal to end reliance on coal Архивная копия от 6 ноября 2021 на Wayback Machine, BBC, 7.11.2021
15. ↑  COP26: A watered-down deal as Delhi chokes Архивная копия от 15 ноября 2021 на Wayback Machine, BBC, 15.11.2021
16. ↑  The world should prove its love for forests by putting carbon prices on them. The Economist. 2 ноября 2021. ISSN 0013-0613. Архивировано 2 ноября 2021. Дата обращения: 3 ноября 2021.
17. ↑  Biden to unveil pledge to slash global methane emissions by 30%. The Guardian. 2 ноября 2021. Архивировано 2 ноября 2021. Дата обращения: 3 ноября 2021.
18. ↑  COP26: US and EU announce 'game-changing' methane plan. BBC News. Архивировано 2 ноября 2021. Дата обращения: 3 ноября 2021.
19. ↑  COP26 climate change summit: So far, so good-ish. BBC News (англ.). 3 ноября 2021. Архивировано 3 ноября 2021. Дата обращения: 3 ноября 2021.
20. ↑  Timothy Puko (19 октября 2021). Who Are the World's Biggest Climate Polluters? Satellites Sweep for Culprits. The Wall Street Journal. Архивировано 7 ноября 2021. Дата обращения: 19 октября 2021. Russia is the world's top source of methane emissions from the oil-and-gas industry
21. ↑  World headed for 2.4C warming despite climate summit — report Архивная копия от 10 ноября 2021 на Wayback Machine, BBC, 10.11.2021